# المادة التاسعة من الدستور السنغافوري

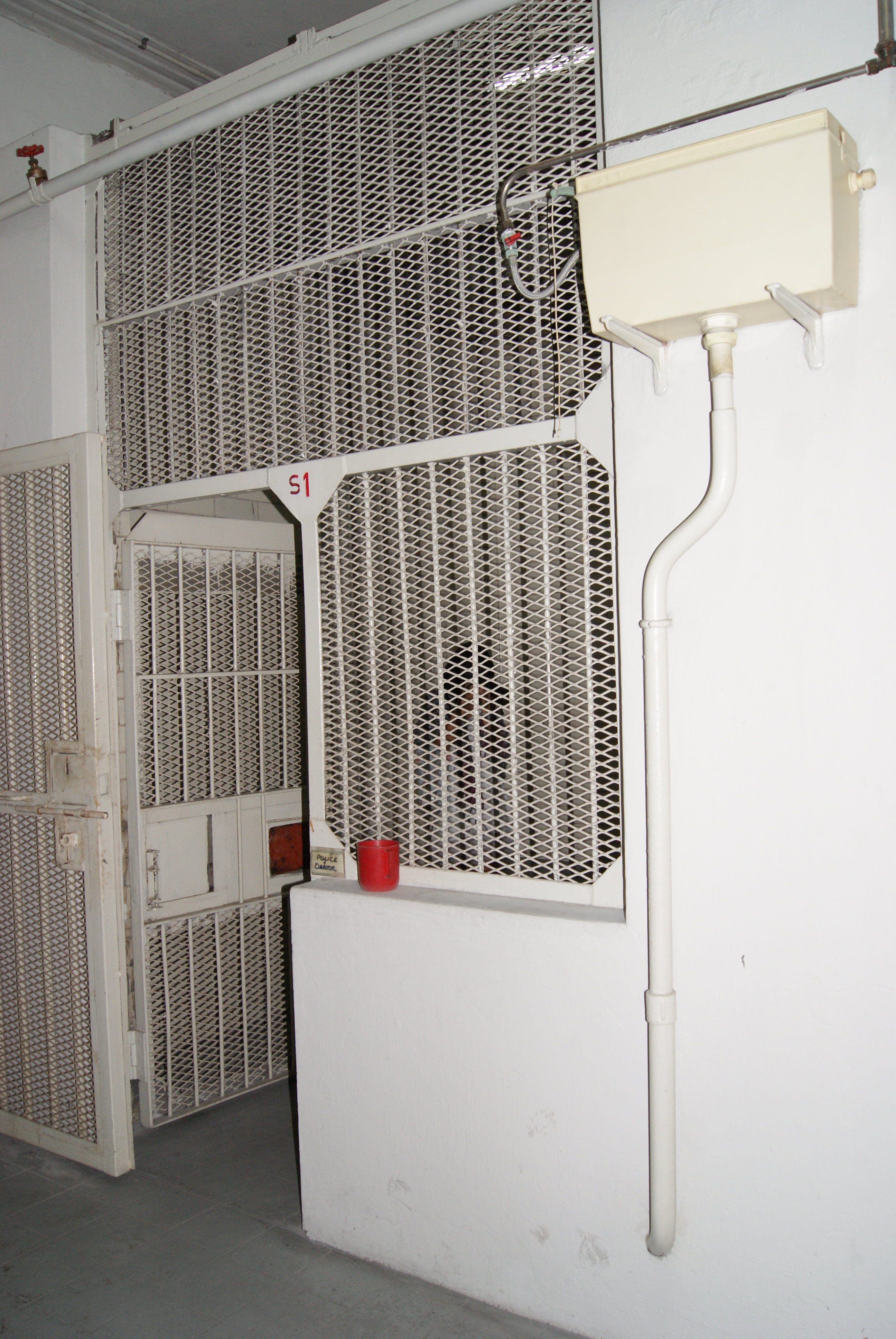

تضمن المادة التاسعة من دستور جمهورية سنغافورة وتحديداً المادة 9 (1)، الحق في الحياة والحق في الحرية الشخصية. وصفت محكمة الاستئناف الحق في الحياة بأنه أبسط حقوق الإنسان، لكنها لم تحدد بعد المصطلح بشكل كامل في الدستور. على عكس الموقف الذي اتخذته السلطات القضائية في بلدان مثل ماليزيا والولايات المتحدة، قالت المحكمة العليا في سنغافورة إن الحرية الشخصية لا تشير إلا إلى الحرية من السجن أو الاحتجاز غير القانوني.
تنص المادة 9 (1) على أنه يجوز حرمان الأشخاص من الحق في الحياة أو الحرية الشخصية «بما يتوافق مع القانون». في قضية أون أه تشوان ضد المدعي العام (1980)، وهي اعتراض قُدّم إلى اللجنة القضائية للمجلس الخاص في سنغافورة، جرى التأكيد على أن مصطلح القانون يعني أكثر من مجرد تشريع يسنّه البرلمان، بل يتضمن أيضًا القواعد الأساسية للعدالة الطبيعية. بالتالي، ففي قضية يونغ فوي كونغ ضد المدعي العام (2011)، رأت محكمة الاستئناف أن مثل هذه القواعد الأساسية للعدالة الطبيعية المنصوص عليها في الدستور هي نفسها، في طبيعتها وعملها، قواعد القانون العام للعدالة الطبيعية في القانون الإداري، باستثناء أنها تعمل على مستويات مختلفة من النظام القانوني.
في قرارٍ ذي صلة، رفض قرار المحكمة في قضية يونج فوي كونغ ضد المدعي العام (2010)، الادعاء القائل إن المادة 9 (1) تخوّل المحاكم تدارس العدل في التشريع، رغم أنها أكدت صلاحية السلطة القضائية رفض مشاريع القوانين التعسفية. هذا ورأت محكمة الاستئناف في القضية نفسها أن القانون في المادة 9 (1) لا يشمل الأعراف الدولية.
تتضمن البنود الفرعية الأخرى من المادة التاسعة الحقوق الممنوحة للأشخاص المعتقلين، أي الحق في تقديم طلب إلى المحكمة العليا للطعن في شرعية احتجازهم والحق في إبلاغهم بأسباب اعتقالهم والحق في توكيل محامٍ والحق في المثول أمام قاضٍ خلال 48 ساعة من اعتقالهم. لا تنطبق هذه الحقوق على رعايا الدول المعادية أو على الأشخاص الذين يُعتقلون بتهمة ازدراء البرلمان.

## نص المادة التاسعة
تضمن المادة التاسعة من دستور جمهورية سنغافورة لجميع الأفراد الحق في الحياة والحق في الحرية الشخصية. تنص هذه المادة على:
1. لا يجوز حرمان أي شخص من حياته أو حريته الشخصية إلا وفقًا للقانون.
2. عند تقديم شكوى إلى المحكمة العليا أو إلى أي قاضٍ عن اعتقالٍ غير قانوني لأحد الأشخاص، تقوم المحكمة بالتحقيق في الشكوى، وما لم تكن مقتنعة بأن الاحتجاز قانونيٌ، تأمر بمثوله أمام المحكمة وإطلاق سراحه.
3. عند إلقاء القبض على أحد الأشخاص، يتم إخطاره بأقرب وقت ممكن بأسباب اعتقاله ويسمح له باستشارة وتوكيل محامٍ من اختياره.
4. عند إلقاء القبض على شخص ما واحتجازه، يجب أن يمثل خلال 48 ساعة ودون أي تأخير أمام قاضٍ وفقًا للقانون سواء كان المثول شخصيًا أو عبر الفيديو (أو أي تقنية مماثلة) ولا تجوز إعادة احتجازه دون إذن من القاضي.
5. لا تنطبق الفقرتان (3) و(4) على رعايا الدول المعادية أو على أي شخص يُقبض عليه بتهمة ازدراء البرلمان بموجب أمر ملاحقة صادر عن رئيس المجلس.
6. لا شيء في هذه المادة يبطل أي قانون:

أ – ساري المفعول قبل دخول هذا الدستور حيز التنفيذ إذا كان يجيز اعتقال واحتجاز أي شخص للحفاظ على النظام والسلم والمصلحة العامة.
ب- متعلق باعتقال واحتجاز أي شخص أساء استخدام المواد المخدرة بهدف علاجه وإعادة تأهيله.
إذا تعارض أي قانون دخل حيز التنفيذ قبل إقرار هذه المادة معها، لا يجوز بأي شكل من الأشكال أن تؤثّر بنود هذه المادة على تنفيذ أي قانون أقرّ قبل 10 مارس من العام 1978.

## الحق في الحياة والحرية الشخصية

### معنى الحياة
وصفت محكمة الاستئناف في سنغافورة الحق في الحياة بأنه «أبسط حقوق الإنسان». مع ذلك، لم تسنح للمحاكم الفرصة بعد لتحديد مصطلح «الحياة» في المادة 9 (1).

### معنى الحرية الشخصية
قررت المحكمة العليا في سنغافورة أن الحرية الشخصية لا تشير إلا إلى التحرر من السجن أو الاحتجاز غير القانونيين، ولا تشمل حرية التعاقد. على الرغم من الاعتقاد بأن هذا التفسير دائمًا ما كان معتمدًا، إلا أنه لم يتم ذكر أي سلطة.

## تطبيقات المادة

### الحق في الحياة

#### الإجهاض
أحد أصعب الأسئلة المتعلقة بالحق في الحياة هو متى تبدأ الحياة ومتى تنتهي بالضبط. إذا تعاملنا مع الطفل الذي لم يولد بعد على أنه شخص حي، فينبغي منحه الحق في الحياة بموجب الدستور، فتكون القوانين التي تجيز الإجهاض غير دستورية. لم تُعرض هذه القضية بعد على محاكم سنغافورة.
في سنغافورة، يفرض قانون العقوباتِ عقوباتٍ على عدم الامتثال لقانون إنهاء الحمل، الذي يقتصر فيه الحق بالإجهاض على النساء اللواتي لم يمضِ على حملهنّ أكثر من 24 أسبوعًا.  من خلال عدم منحه الحق في الحياة للأجنة التي يقلّ عمرها عن الفترة المنصوص عليها، أعطى التشريع قيمةً وأهمية أكبر لسلامة الأمهات الحوامل اللواتي تتعرض حياتهنّ للخطر بسبب أطفالهن الذين لم يولدوا بعد.

#### الحق بالموت وإنهاء الحياة
تُعتبر في سنغافورة محاولة الانتحار والتحريض على الانتحار والتحريض على محاولة الانتحار أعمالًا إجرامية. وهذا ينطبق على الأطباء الذين يساعدون المرضى في إنهاء حياتهم. هؤلاء الأطباء لا يحقّ لهم تقديم الذرائع بموجب المادة 88 من قانون العقوبات لأنهم تعمّدوا التسبب في وفاة المرضى. يُعفى من ذلك الأطباء من المسؤولية إذا رفض المرضى علاج الأمراض المزمنة عبر إصدار وتوقيع توجيهات برفض العلاج.
لم تواجه من قبل أي محكمة في سنغافورة قضيةً للبت فيما إذا كان الحق في الحياة الذي تضمنه المادة 9 (1) يشمل الحق في الموت؛ أي الحق في الانتحار أو الحق في المساعدة على الانتحار.

## الحق بالحرية الشخصية

### حقوق الأشخاص المعتقلين
تنص المادة 9 (2) من الدستور على حق الأشخاص المعتقلين في تقديم طلب إلى المحكمة العليا للطعن في قانونية احتجازهم. يتعلّق الطلب بأمر لمراجعة الاحتجاز، والذي كان يُطلق عليه سابقًا أمر الإحضار. تُطالب المحكمة بالتحقيق في الشكوى وعليها أن تأمر بإحضار المحتجز ليمثل أمامها فتطلق سراحه إذا لم تكن مقتنعة بأن الاحتجاز قانوني.
تقضي المادة 9 (3) بإبلاغ الشخص المعتقل «بأسرع وقت ممكن» بأسباب اعتقاله. كما تنصّ المادة 9 (4) على أنه في حالة عدم الإفراج عن الشخص المعتقل، يجب عليه، دون أي تأخير، وخلال 48 ساعة (باستثناء الوقت الذي يحتاجه في أي تنقّل ضروري) أن يمثُل أمام قاضٍ ولا يجوز احتجازه مرة أخرى دون قرار قضائي من القاضي. قد يكون حضور الشخص أمام القاضي شخصيًا أو عن طريق نظام مؤتمرات الفيديو أو أي تقنية أخرى مشابهة وفقًا للقانون.

### الحق في تعيين محام
تنص المادة 9 (3) على أنه يجب السماح للمعتقل بتوكيل واستشارة محامٍ من اختياره للدفاع عنه.

## القيود المفروضة على الحق في الحياة والحرية الشخصية
كما ذكر أعلاه، يحق للبرلمان تقييد الحقوق في الحياة والحرية الشخصية طالما كان تصرفه «وفقًا للقانون». تتضمن القيود الأكثر تحديدًا على المادة 9، المادة 9 (5) التي تنص على أن المادتين 9 (3) و (4) من الدستور لا تنطبقان على رعايا الدول المعادية أو على الأشخاص الذين يعتقلون بتهمة ازدراء البرلمان بموجب أمر صادر عن رئيس مجلس النواب.

### الاحتجاز بموجب القانون الجنائي (الأحكام المؤقتة) وقانون إساءة استعمال المخدرات
تحفظ المادة 9 (6) أي قانون
ساري المفعول قبل بدء العمل بالدستور الذي يجيز توقيف واحتجاز أي شخص حفاظًا على الأمن والسلامة العامة وسير القانون؛ أو فيما يتعلق بإساءة استخدام المخدرات أو المواد المسكِرة التي تجيز اعتقال واحتجاز أي شخص بغية علاجه وإعادة تأهيله.

الاحتجاز الوقائي هو استخدام السلطة التنفيذية لاحتجاز الأفراد على أساس أنهم من المتوقع أن يرتكبوا جرائم في المستقبل تهدد المصلحة الوطنية. يخوّل القانون الجنائي (الأحكام المؤقتة) وزير الداخلية أن يأمر باحتجاز شخصٍ ما لمدة لا تتجاوز 12 شهرًا إذا اقتنع بأنه مرتبط بأنشطة ذات طبيعة إجرامية ورأى أن الاحتجاز ضروري للحفاظ على الأمن والسلامة العامة وسير القانون.

### الاحتجاز بموجب قانون الأمن الداخلي
تمنح المادة 8 (1) من قانون الأمن الداخلي في سنغافورة وزير الداخلية سلطة احتجاز أي شخص دون محاكمة لأي فترة لا تتجاوز العامين، شرط أن يكون الرئيس «مقتنعًا بأن هذا الاعتقال ضروري لمنع هذا الشخص من تهديد أمن سنغافورة أو للحفاظ على الأمن العام والخدمات الأساسية في البلاد». ويجوز للرئيس تمديد فترة الاحتجاز إلى أجل غير مسمى لفترات لا تتجاوز العامين كل مرة طالما استمرت الأسباب الموجبة للاحتجاز.